# 丸亀市警察
丸亀市警察（まるがめしけいさつ）は、かつて存在した香川県丸亀市の自治体警察。

## 概要
従来の香川県警察部が解体され、1948年（昭和23年）3月7日に丸亀市警察署が設置された。
1954年（昭和29年）に新警察法が公布された。これにより国家地方警察と自治体警察が廃止され、新たに都道府県警察として香川県警察本部が発足。丸亀市警察も香川県警察に統合され、姿を消した。